# Rutger Denaet
Rutger Marc Christian Denaet (Oostende, 24 augustus 1997) is een Belgisch regisseur van kortfilms. Zijn kortfilms spelen zich hoofdzakelijk in de stad Oostende af. Denaet werkt het liefst rond thema's die nogal taboe zijn in onze samenleving.
Denaet volgde audiovisuele vorming (AVIVO) aan de Kunstacademie in Brugge. Vooraf aan zijn studies speelde hij mee in 2014 in The True Tempest, een filmproject van vier kortfilms gemaakt door Oostendse jongeren in samenwerking met KleinVerhaal. Denaet speelde mee in de kortfilm 'Kingsh!t'. Hij speelde ook al in verschillende reclamespots.
In 2017 maakte Denaet in samenwerking met FFO en Mister Gay Belgium de kortfilm Anders die moest sensibiliseren over homoseksualiteit. Loes Van den Heuvel nam de rol van meter voor zich, de peter was dan weer Jaimie Deblieck, Mister Gay Belgium 2017.
In 2018 volgde Het Glazen Plafond over een vrouw die aan stand-upcomedy wil beginnen, maar tegengehouden wordt door een glazen plafond. Ook daar passeerden enkele bekende gezichten de revue. Onder andere Veerle Malschaert, Timmy Lysebeth en Herman Verbruggen vertolkten een rol in de kortfilm.
In 2019 lanceerden Rutger Denaet en Elias Smekens. De Laatste Dagen ging in première tijdens een privé screening in aanwezigheid van de acteurs en enkele genodigden. De film had Johny Voners in de hoofdrol. Als eerbetoon aan de overleden acteur Voners besloot hij in 2020 de film gratis online beschikbaar te stellen.

## Filmografie
- Anders (2017)
- Het Glazen Plafond (2018)
- De Laatste Dagen (2019)